# Choerodon gomoni
Choerodon gomoni Allen & Randall, 2002 è un pesce d'acqua di mare appartenente alla famiglia Labridae.

## Distribuzione e habitat
Non ha un areale particolarmente esteso; proviene dall'Indonesia e dal Mar dei Coralli, nell'oceano Pacifico. Solitamente nuota tra i 30 e gli 82 m di profondità.

## Descrizione
Presenta un corpo compresso lateralmente, abbastanza allungato e non particolarmente alto. La pinna dorsale e la pinna anale sono basse, ma la prima è più lunga. La pinna caudale non è biforcuta. Non supera i 10,3 cm.
La livrea non è particolarmente appariscente: il dorso è grigiastro o marrone molto chiaro, mentre il ventre è bianco, come le pinne. Le due zone sono separate da una sottile linea arancione. Gli occhi sono gialli, e sulla testa possono apparir delle linee azzurre.

## Riproduzione
È oviparo e la fecondazione è esterna; non ci sono cure nei confronti delle uova.

## Conservazione
Questa specie è classificata come "a rischio minimo" (LC) dalla lista rossa IUCN perché non è minacciata da particolari pericoli; infatti è di poco interesse per la pesca a causa delle dimensioni ridotte.